# Ohmbachsee
Der Ohmbachsee ist ein Stausee des Ohmbachs auf der Gemarkung der pfälzischen Verbandsgemeinde Oberes Glantal (Rheinland-Pfalz). Er liegt im südlichen Bereich der Urlaubsregion Ohmbachsee–Glantal und ist das größte Stillgewässer der Westpfalz.

## Geographische Lage
Der See erstreckt sich auf etwa 240 m ü. NHN von Westnordwest, wo der Ohmbach eintritt, nach Ostsüdost, wo sich der Abfluss des Ohmbachs zum Glan hin befindet. Rechts des Sees liegt der Ortsteil Sand von Schönenberg-Kübelberg, links die Ortsgemeinde Gries.

## Geschichte
Der Stausee wurde unter dem Projektnamen „Hochwasserrückhaltebecken mit Dauerstau im Ohmbachtal“ ab 1972 angelegt, um den Hochwasserschutz in diesem Bereich am Rand der Moorniederung des Landstuhler Bruches zu verbessern. Unter der Verantwortlichkeit eines Zweckverbands wurde zunächst der Staudamm errichtet und anschließend ein Kanal gebaut, der den See ab der Kläranlage Brücken umgeht und unterhalb des Staudammes wieder in den Ohmbach mündet. Dieser Kanal würde bei gänzlicher Füllung des Stausees überschüssiges Wasser aufnehmen und am See vorbeiführen. Landschaftsgestaltende Maßnahmen, insbesondere die Schaffung von Wanderwegen entlang des Seeufers und im Seeumland, schlossen das Projekt ab.
Nach den Vorgaben der rheinland-pfälzischen Verwaltungsreform übernahm die Verbandsgemeinde Schönenberg-Kübelberg, die 2017 in der Verbandsgemeinde Oberes Glantal aufgegangen ist, am 1. Januar 1975 die Aufgaben des aufgelösten Zweckverbands. Da der Hochwasserschutz sich während der Baumaßnahmen als zweitrangig herausstellte, wurde der Ohmbachsee zur zentralen Freizeitanlage umgewidmet, die am 8. Juli 1978 eröffnet wurde.

## Technische Daten
Das Einzugsgebiet des Ohmbachsees ist mit dem des Ohmbachs identisch und besitzt eine Fläche von 37 km². Die Länge des Sees beträgt etwa 1200 m, die maximale Breite etwa 250, die mittlere Breite etwa 100 m. In der Jahreszeit seiner größten Ausdehnung – bei Sommerstau – überdeckt der See etwa 15 Hektar und enthält rund 220.000 m³ Wasser. Seine Tiefe liegt bei 5 m.
Der Staudamm ist 75 m lang und am Fuß 40 m, an der Krone 4,50 m mächtig. Vom Fuß bis zur Krone weist er eine Höhe von 8 m auf. Der Durchmesser des Überfallturmes liegt bei 6 m, seine Höhe bei 7,50 m.

## Freizeitanlagen

### Ausstattung
Am und im Stausee können diverse Varianten von Wassersport betrieben werden. Zur Verfügung stehen außerdem u. a. eine Schutz- und Freizeithalle, der Campingppark Ohmbachsee sowie ein 3,5 km langer barrierefreier Wanderweg rund um den See mit Anbindung an die Diamanten-Höhentour und den Glan-Blies-Weg. Bei Gries gibt es ein Wasser-Tretbad.

### Regelmäßige Veranstaltungen
Seit 1984 veranstaltet der Verkehrsverein Ohmbachsee jährlich am dritten Juliwochenende rund um den erleuchteten See das dreitägige Romantische Seefest, zu dem jeweils bis zu 80.000 Besucher kommen. Weil sich im Umfeld des Festes Straftaten wie Sexualdelikte oder Verstöße gegen den Jugendschutz durch Förderung des „Komatrinkens“ häuften, strich der Rat der Verbandsgemeinde Schönenberg-Kübelberg im Herbst 2007 die bisher übernommene Bürgschaft; daraufhin kündigte der Veranstalter für 2008 das Aus an. Im März 2008 wurde allerdings eine Agentur gefunden, die sich bereit erklärte, das Fest auch in Zukunft zu veranstalten.